# 富豪B10M

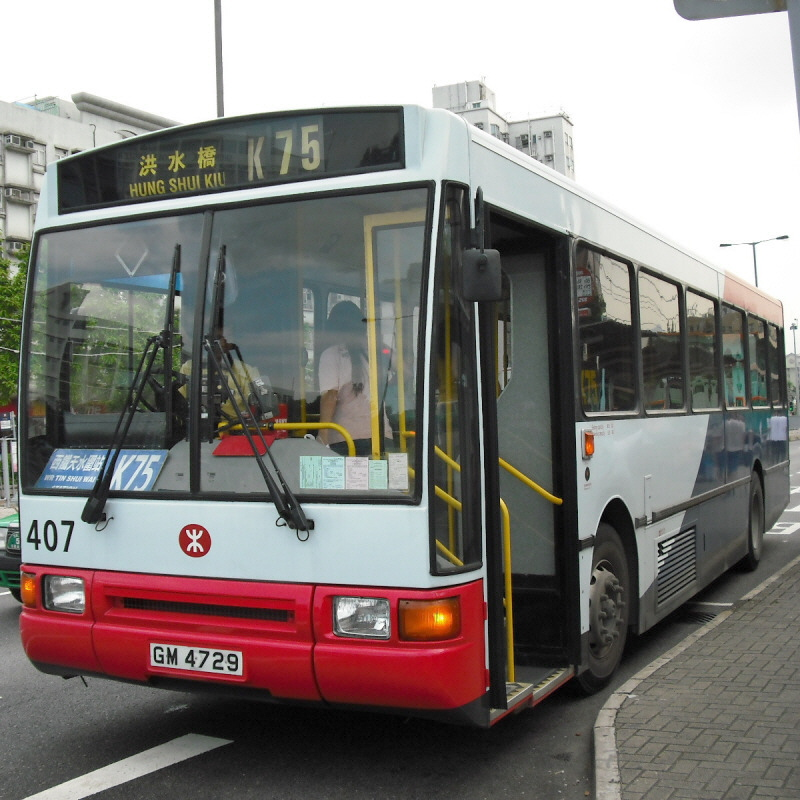
九廣鐵路的富豪B10M，這時已經轉交港鐵營運，此款巴士已於2012年退役。

富豪B10M（英語：Volvo B10M）是一款由瑞典富豪（Volvo）巴士生產的中置引擎巴士，於1978年面世，主要取代富豪B58。B10M原本是一款單層巴士，但後來衍生出雙層版本，並曾經少量生產。B10M是富豪其中一款很受青睞的巴士型號，行銷至世界各地，在瑞典生產持續到2001年，巴西的生產線維持到2003年，其後繼產品是富豪B10BLE及富豪B7RLE。
大多數的富豪B10M都是在瑞典生產，但也有一部分是在英國、澳洲及巴西製造。

## 設計
B10M採用中置引擎設計，引擎設置於前軸的後方，並以後軸為驅動軸。因為B10M的引擎室是位於前軸和後軸之間，所以巴士的地台須要升高，而車門也因此須要設置梯級。雖然早於1960年代，已出現不少地台較低的後置引擎巴士，但早期的後置引擎巴士，攀斜能力及可靠性並不理想，所以仍未能取代前置引擎的設計。當時不少新推出的後置引擎巴士，如利蘭奧林匹克及丹尼士統治者型，為了解決引擎散熱不良，便把引擎散熱水箱設置於車頭，雖然散熱問題解決了，卻導致車頭空間減少，並須要在車門設置梯級，抵消了後置引擎的優點。B10M的中置引擎設計，雖然令地台難以降低，但地台高度仍是低於大部分前置引擎巴士。早期的B10M散熱水箱仍然設於車頭，後期的散熱水箱則設於車身左側，從而降低車身地台，並免除車身設計上的限制。B10M的動力系統集中於前軸後方，引擎室被收藏於地台之下，車廂的空間不會被引擎及散熱水箱佔用，整個地台都可作為載客的空間，也令B10M容易適應不同的車身設計，可裝上城市巴士或長途客車的車身，後來更發展出中軸驅動的掛接巴士以及3軸版。
B10M的生產期長達25年，引擎有不少型號，但都是富豪車廠自家的產品，包括THD100，THD101，THD102，THD103，THD104及DH10A。波箱可選用Voith DIWA 381.4，Voith DIWA 863.3及ZF Ecomat 4HP。
於1978年推出的B10M採用中置引擎設計，雖然地台的高度因此而難以大幅降低，但換來整個地台的空間能夠被充分利用，而且安裝車身後的地台高度，也與當時不少前置散熱水箱的後置引擎巴士相差無幾，其底盤的設計能夠同時滿足城市巴士及長途客車的需求，從而獲得大量訂單。然而從1990年代中期開始，能夠讓輪椅上落的低底盤公車，逐漸成為城市巴士市場的主流，而B10M的中置引擎設計卻難以降低地台高度適應市場需要，所以富豪車廠於1993年起同時生產後置引擎的富豪B10BLE，逐漸取代B10M在城市巴士市場的位置，其後於2001年推出富豪B7RLE完全取代B10M，B10M及B10BLE不久便停產，至於長途客車的產品線則由B12M取代。

## 使用概況

### 英國
在英國，在1980-1990年代，富豪B10M曾是其中一款最暢銷之單層客車底盤。其間甚至從客車演變出公共巴士版本。
於1981年，富豪B10M於英國被發展出雙層巴士型號，配中置引擎設計。車身則由亞歷山大公司提供，屬R型產品。大部分買家都來自英國本土，僅有兩部被出口，一部往香港，一部則往新加坡。

### 新加坡
新加坡巴士公司在1984年引入一輛配東蘭開夏車身的富豪B10MD雙層巴士試用，在1986年再引入一輛配Van Hool車身及有空調的B10M單層巴士，新加坡巴士要到1989年才分批大量採購富豪B10M，全部是單層巴士，總數達977輛，成為新加坡巴士在1990年代至2000年代初的車隊主力。大量採購批次的單層巴士皆配都普或亞歷山大車身，新加坡巴士另購入兩輛加長版的B10M單層巴士，分別是一輛在1995年登記配都普車身的14.5米的三軸超長版單層巴士，在2012年退役，及一輛在1996年登記配都普車身的19米B10MA掛接巴士，在2006年退役。
截至2001年，共有977部富豪B10M被引進至新加坡，大部分於2005至2017年間退役。而最後一批只剩下30部（SBS2789X，SBS2790R，SBS2796A - SBS2799S，SBS2801T - SBS2804K，SBS2806E，SBS2808A，SBS2809Y，SBS2811P - SBS2814G，SBS2816B，SBS2818X，SBS2822H - SBS2824C，SBS2827U - SBS2830J，SBS2832D，SBS2834Z，SBS2836T，SBS2838M ），則於2018年12月底全數退役。

### 香港
香港曾經於1980年代引入富豪B10M，包括九龍巴士、城巴及九廣鐵路，還有部分旅遊巴士公司購入作為旅遊巴士，當中只有一輛是雙層版。由於香港的專利巴士公司以雙層巴士為主力，單層巴士僅為輔助性質，主要投放在不適合雙層巴士行駛的路線，又因載客需求量大的路線，兩軸雙層巴士也不足以應付，同時受到兩軸巴士最大16噸的限制，所以在1980年代中後期，香港的專利巴士公司已甚少訂購兩軸雙層巴士。對於香港的營運商而言，中置引擎的設計，在檢查和維修方面不如後置引擎便利，所以B10M在香港的數量並不算多，目前這些巴士已經全數退役。

#### 九龍巴士
1984年，九龍巴士引入1輛配用亞歷山大RV車身的富豪B10MD（車隊編號：VMD1，車牌：DC4146），為富豪B10M的雙層版本，車身全長10米。採用雙層巴士較罕見的中置引擎設計，引擎為富豪THD100EC 9.6公升柴油引擎，輸出馬力從245匹調整為210匹，配用福伊特D851型3前速全自動波箱。此車只行走了幾年，於1988年2月23日在海底隧道突然焚毀，後來該車的殘骸被一家英國公司購買並運到英國，原計劃重建單層巴士的車身，但最後被放棄拆解。

#### 城巴
1990至1992年，城巴先後引入10輛配用Van Hool車身的富豪B10M。主要派往城巴過境路線及沙田第一城路線行走，晚年有部份改為行走嘉湖山莊路線。1997年，城巴引入兩輛B10M左軚車，配用中國製西沃車身，使用於中港跨境路線。城巴的過境路線結束後，全數B10M售予永東直巴以及香港中旅汽車服務公司。

#### 港鐵巴士
1995年，九廣鐵路公司巴士部引入15輛配Northern Counties Paladin車身的富豪B10M，以取代車隊中直接退役的二手都城嘉慕威曼都城巴士。2007年，配合兩鐵合併，九鐵巴士旗下車隊全數租予港鐵公司營運，包括全數B10M巴士。其中413及415已於2012年3月底陸續退役，9部（401、402、404-406、408、410、412、414）於同年7月底至8月底正式退役，由亞歷山大丹尼士Enviro 400（140-148）及亞歷山大丹尼士Enviro 500 11.3米（825-833）取代，最後4部的403、407、409、411則於2012年12月14日全數退役。

#### 捷達巴士
1994年，捷達巴士引入5輛配用亞歷山大PS車身的富豪B10M，主要行走捷達巴士的屋邨巴士路線。兩年後捷達巴士結束在香港的業務，這批B10M被轉售紐西蘭。

### 台灣
1984年，臺灣汽車客運公司(簡稱台汽，今國光客運)引入20輛富豪B10M-60，主要以中興號的名義行走松山機場-南崁-中正機場(今桃園國際機場)或松山機場-大園路線，1997年報廢。

### 中國大陸

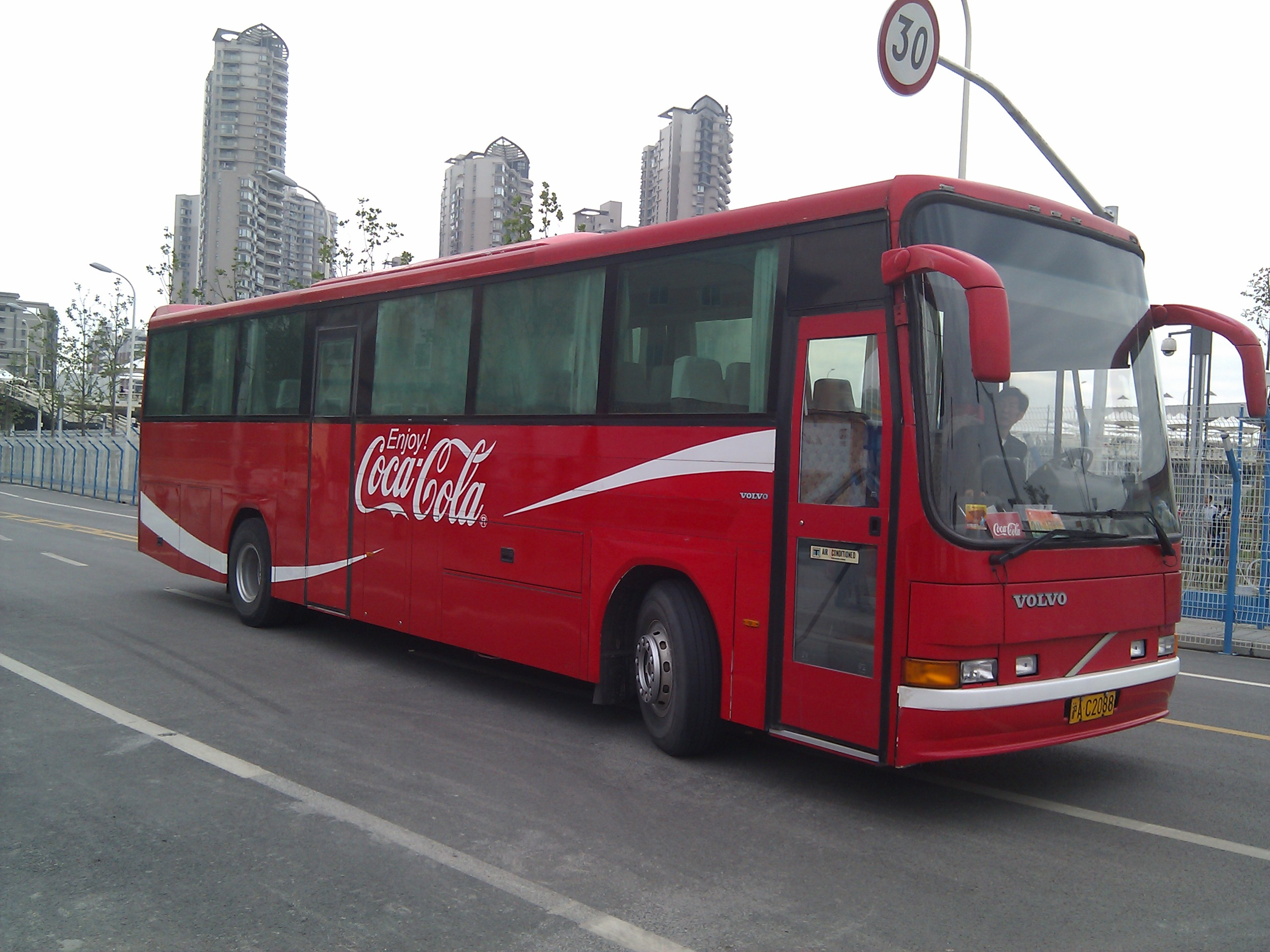
西沃车身的B10M，国标型号为XW6120B10M

西安飞机工业（集团）有限责任公司与富豪巴士於1994年共同出资组建西沃客車，配用西沃車身的B10M為西沃客車的第一款車型。

### 澳洲
於1980年代起，澳洲的Brisbane Transport、Metro Tasmania等營辦商，購買了一批富豪B10M巴士，全於悉尼和墨爾本生產。大部分都於2000年代起退役。

### 日本
日本在1980-90年代曾經引入B10M，包括掛接巴士，車身於當地提供及組裝。

## 圖片

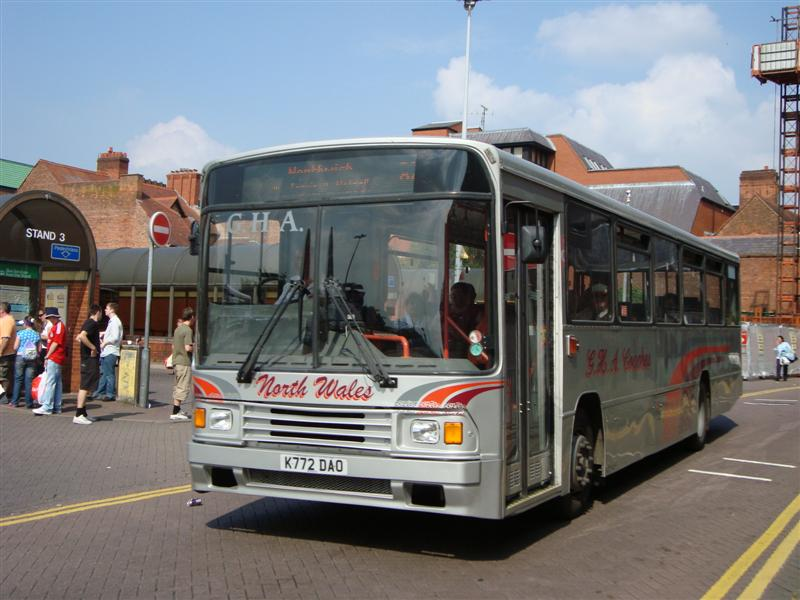
於英國行走之單層版本
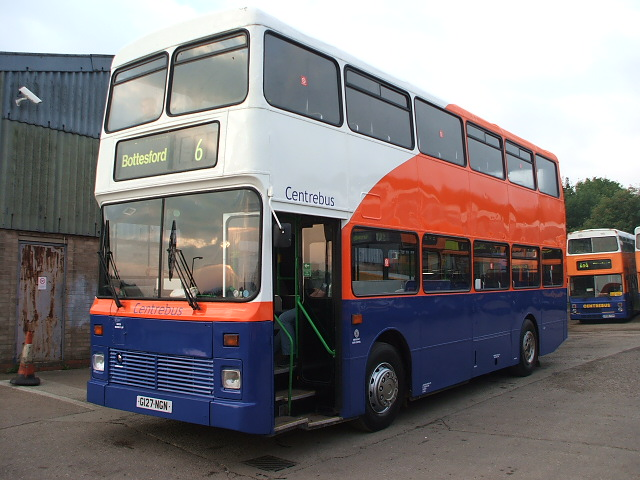
於英國行走之雙層版本
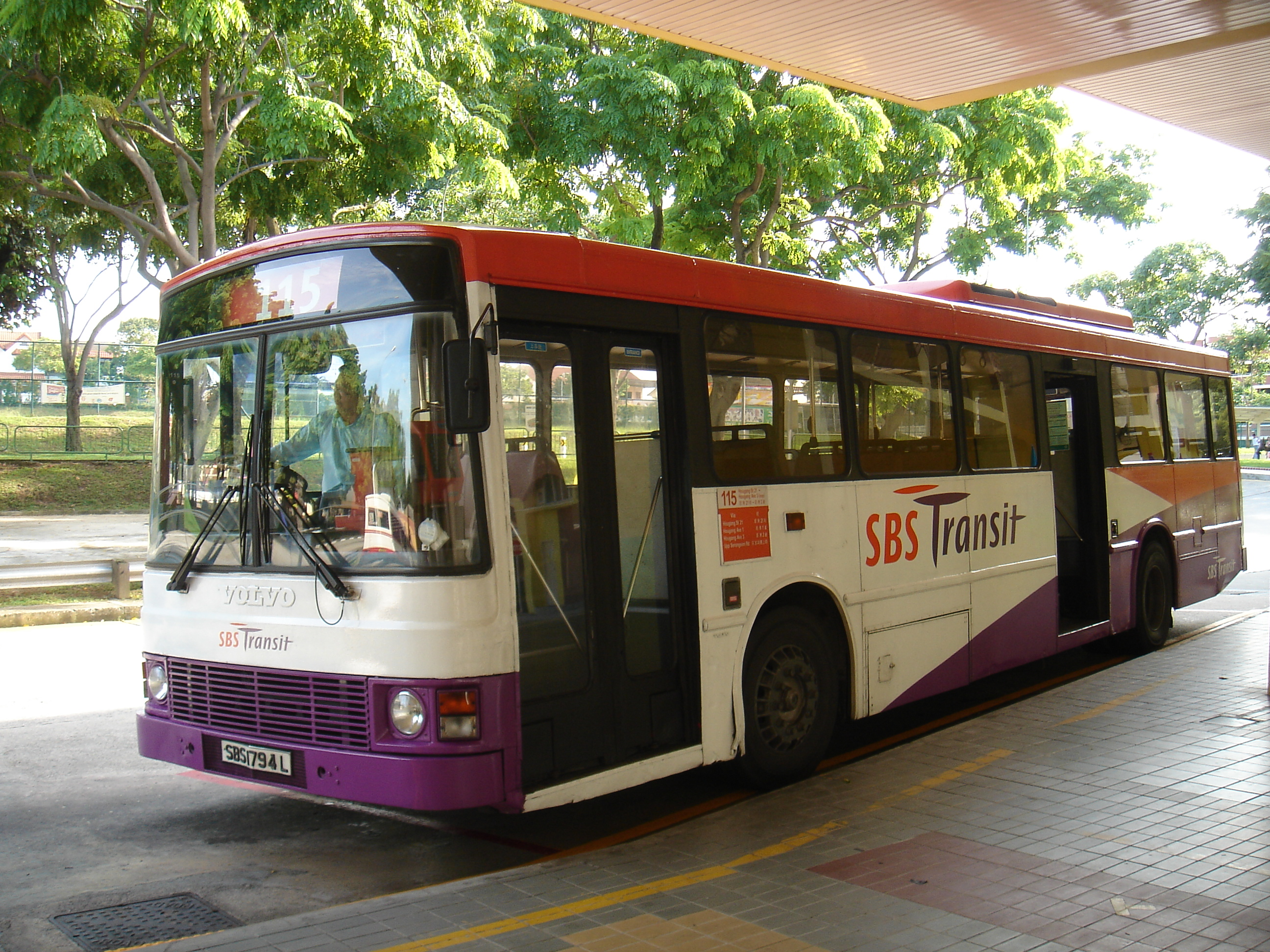
新加坡的單層巴士
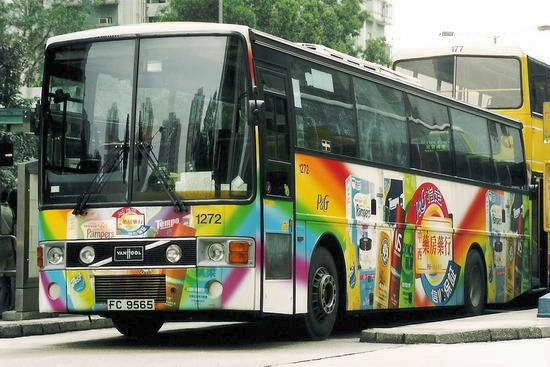
城巴的富豪B10M

## 外部連結
- 短車檔案室－富豪B10M（页面存档备份，存于）
- i-busnet-富豪B10M（页面存档备份，存于）
- 香港巴士大典上的相关条目：富豪B10M